# Ole Tobias Olsen

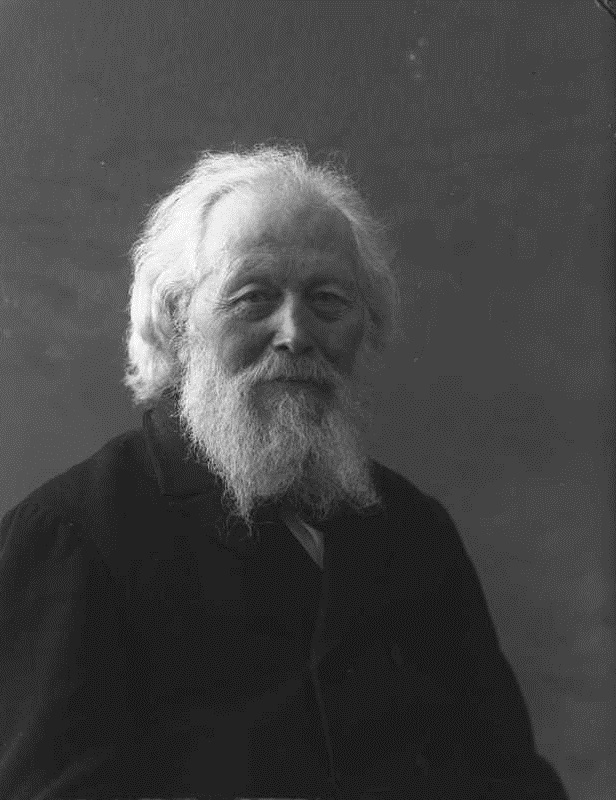
Ole Tobias Olsen

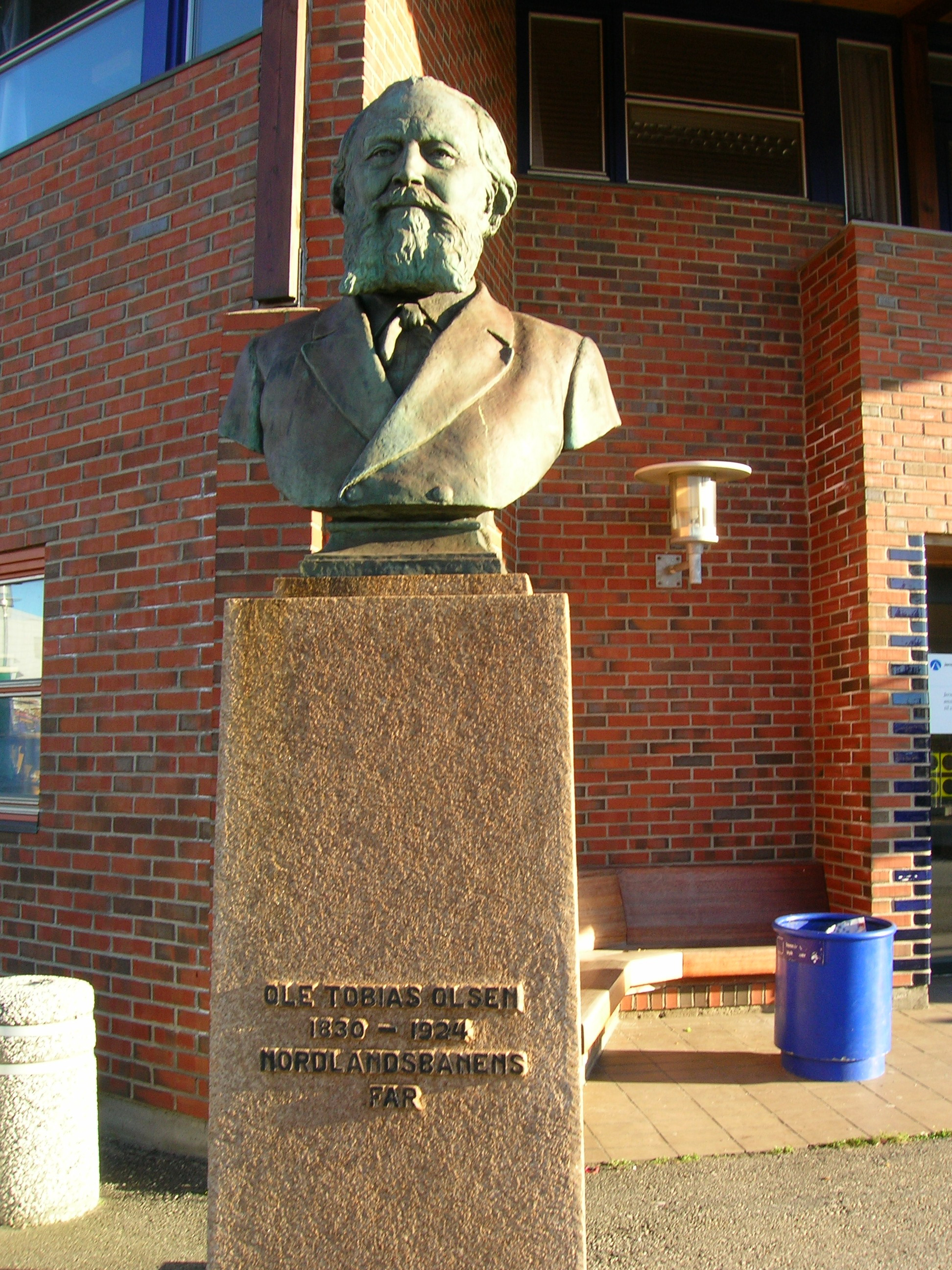
Büste von Ole Tobias Olsen vor dem Bahnhof in Mo i Rana

Ole Tobias Olsen (* 18. August 1830 im Garten Bjøllånes in Storvoll, Dunderlandsdalen, Norwegen; † 6. Juli 1924 in Christiania) war ein norwegischer Lehrer, Fotograf, Liederdichter, Sammler von Folklore und Volksliedern, Organist, Bürgermeister und Ingenieur. Er ist bekannt als Vater der Nordlandsbane.

## Leben
Olsen war der Sohn des Landwirts Ole Pedersen Bjellånes (1774–1849) und Milda Nils Dotter (1800–1878).
Nach seiner Ausbildung arbeitete Olsen ab 1851 als Lehrer am Tromsø Seminarium, danach in Hadsel und 1855 in Christiania. Er war ein begeisterter Verfechter für die Belange Nordnorwegens. Zusammen mit Elias Blix war er 1862 einer der Gründer von Nordlændingernes Forening. Der Ingenieur entwickelte das Blaupapier, für das er ein Patent erhielt. Er erhielt 1870 ein Stipendium, um speziell im Dunderlandsdalen Märchen, Legenden und Volkslieder von Rana zu sammeln. Als Planer der Nordlandsbane entwickelte er 1881/1882 die Idee, diese bis Røsvik und weiter über Mo i Rana, Haparanda und St. Petersburg bis Peking zu führen.
1877 heiratete er Christine Bernhardine Dahl (1855–1910), mit ihr hatte er zehn Kinder. Darunter waren Ole Tobias Olsen (1878–1940), Bürgermeister von Mosjøen, der als Schütze an Olympischen Spielen 1906 teilnahm, der Zoologe Oliver Olsen (1885–1972) und der Geologe Anders K. Orvin (1889–1980).
Olsen war Pfarrer und Bürgermeister von Hattfjelldal von 1883 bis 1904, danach zog er nach Oslo und lebte dort bis zu seinem Tod 1924. In dieser Zeit entstanden zahlreiche Fotografien von Bauwerken in Oslo. Seinen Glauben lebte nach den Regeln von Grundtvig.

## Auszeichnungen
1919 wurde Olsen Ritter der 1. Klasse des Sankt-Olav-Ordens.
Denkmäler von Ole Tobias Olsen stehen auf seinem Geburtshof Bjøllånes, am Bahnhof von Mo i Rana und bei der Kirche von Hattfjelldal.
Von der Zeitung Rana Blad wurde er 2000 zum Århundrets Ranværing (in etwa Einwohner Ranas des Jahrhunderts) erklärt.

## Werke
Viele seiner Erkenntnisse wurden erst in später erschienenen Büchern veröffentlicht. Seine Sammlung über Märchen, Legenden und Volkslieder erschienen 1982 in dem Buch Folketonar frå Nordland. 2005 erschien ein vom Helgeland Kammerkor zusammengestelltes Sammelwerk mit Volksliedern aus Helgeland (norwegisch Folketoner fra Helgeland). Das Werk Ole Tobias Olsens mutinger stellt das Ergebnis seiner unternehmerischen Tätigkeiten zwischen 1872 und 1899 dar.
- Ole Tobias Olsen: Nogle Indlednings-Salmer. Kristiania 1891.
- Ole Tobias Olsen: Norske folkeeventyr og sagn: samlet i Nordland. J. W. Cappelen, Kristiania 1912.
- Øystein Gaukstad: Folketonar frå Nordland. Oslo 1982.
- Else M. Boye og Harald Hals II.: Christiania og omegn. Otteogtyve bilder fotografert av Ole Tobias Olsen. Oslo Bymuseum, Oslo 1963.

## Fotografien von Olsen

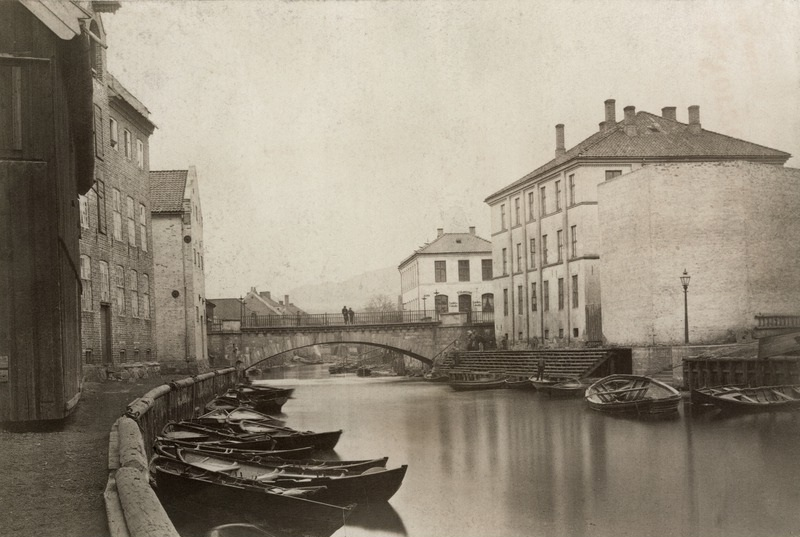
Vaterlands bro, 26. Juni 1865
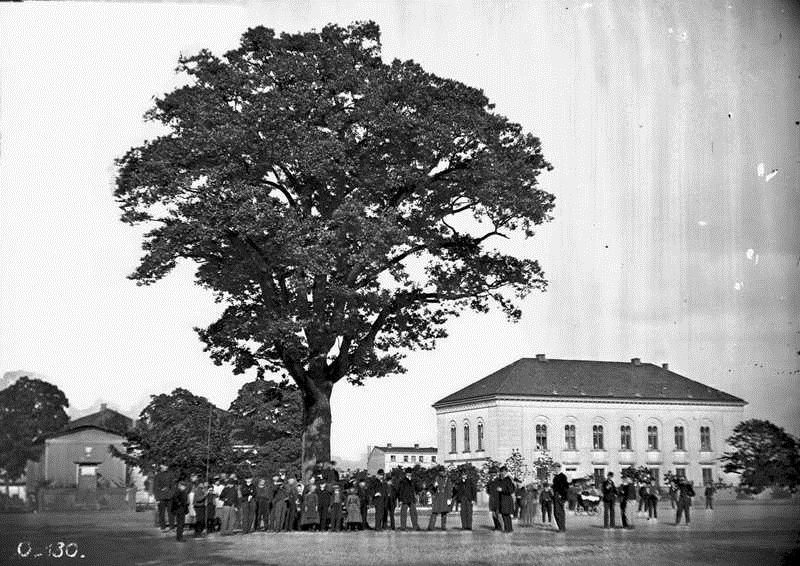
Festungsplatz und Gamle Logen fotografiert zwischen 1863 und 1883.
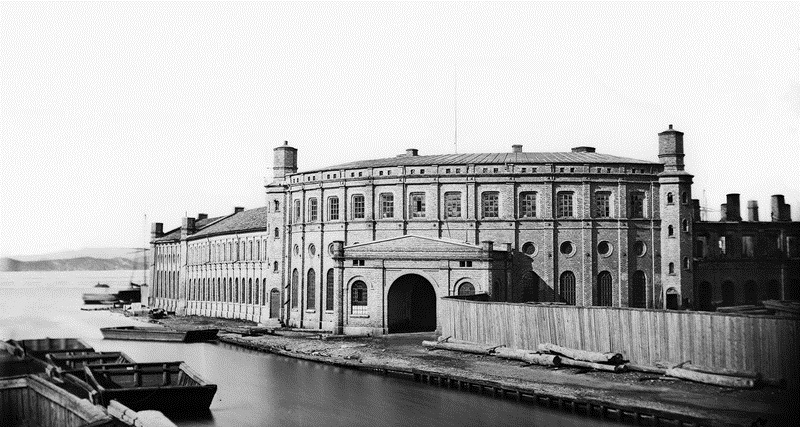
Nylands mekaniske verksted
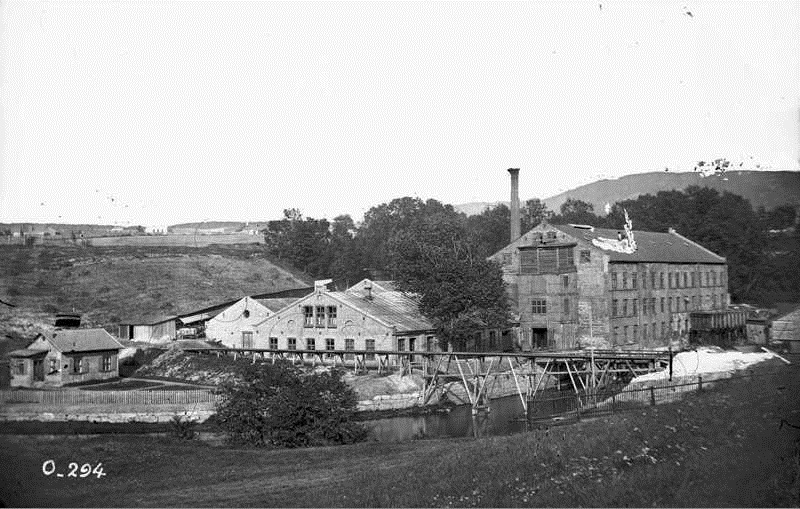
Papierfabrik Bentse, fotografiert zwischen 1863 und 1883.